# Fußball-Asienmeisterschaft 2024/Finalrunde
Die Finalrunde der Fußball-Asienmeisterschaft 2024 startete am 28. Januar und endete mit dem Finale am 10. Februar 2024. An der Finalrunde nahmen die jeweiligen Gruppenersten und -zweiten sowie die vier besten Gruppendritten teil.

## Spielplan
|  | Achtelfinale       | Achtelfinale |               |          | Viertelfinale | Viertelfinale |  |  | Halbfinale | Halbfinale |  |  | Finale | Finale |
|  |                    |              |               |          |               |               |  |  |            |            |  |  |        |        |
|  |                    |              |               |          |               |               |  |  |            |            |  |  |        |        |
|  | Tadschikistan      | 01 (5)2      |               |          |               |               |  |  |            |            |  |  |        |        |
|  | Ver. Arab. Emirate | 1 (3)        |               |          |               |               |  |  |            |            |  |  |        |        |
|  | Ver. Arab. Emirate | 1 (3)        | Tadschikistan | 0        |               |               |  |  |            |            |  |  |        |        |
|  |                    |              | Tadschikistan | 0        |               |               |  |  |            |            |  |  |        |        |
|  |                    |              |               |          | Jordanien     | 1             |  |  |            |            |  |  |        |        |
|  | Irak               | 2            |               |          | Jordanien     | 1             |  |  |            |            |  |  |        |        |
|  | Irak               | 2            |               |          |               |               |  |  |            |            |  |  |        |        |
|  | Jordanien          | 3            |               |          |               |               |  |  |            |            |  |  |        |        |
|  | Jordanien          | 3            | Jordanien     | 2        |               |               |  |  |            |            |  |  |        |        |
|  |                    |              | Jordanien     | 2        |               |               |  |  |            |            |  |  |        |        |
|  |                    |              |               | Südkorea | 0             |               |  |  |            |            |  |  |        |        |
|  | Australien         | 4            |               | Südkorea | 0             |               |  |  |            |            |  |  |        |        |
|  | Australien         | 4            |               |          |               |               |  |  |            |            |  |  |        |        |
|  | Indonesien         | 0            |               |          |               |               |  |  |            |            |  |  |        |        |
|  | Indonesien         | 0            | Australien    | 1        |               |               |  |  |            |            |  |  |        |        |
|  |                    |              | Australien    | 1        |               |               |  |  |            |            |  |  |        |        |
|  |                    |              |               |          | Südkorea      | 021           |  |  |            |            |  |  |        |        |
|  | Saudi-Arabien      | 1 (2)        |               |          | Südkorea      | 021           |  |  |            |            |  |  |        |        |
|  | Saudi-Arabien      | 1 (2)        |               |          |               |               |  |  |            |            |  |  |        |        |
|  | Südkorea           | 01 (4)2      |               |          |               |               |  |  |            |            |  |  |        |        |
|  | Südkorea           | 01 (4)2      | Jordanien     | 1        |               |               |  |  |            |            |  |  |        |        |
|  |                    |              | Jordanien     | 1        |               |               |  |  |            |            |  |  |        |        |
|  |                    |              |               | Katar    | 3             |               |  |  |            |            |  |  |        |        |
|  | Iran               | 01 (5)2      |               | Katar    | 3             |               |  |  |            |            |  |  |        |        |
|  | Iran               | 01 (5)2      |               |          |               |               |  |  |            |            |  |  |        |        |
|  | Syrien             | 1 (3)        |               |          |               |               |  |  |            |            |  |  |        |        |
|  | Syrien             | 1 (3)        | Iran          | 2        |               |               |  |  |            |            |  |  |        |        |
|  |                    |              | Iran          | 2        |               |               |  |  |            |            |  |  |        |        |
|  |                    |              |               |          | Japan         | 1             |  |  |            |            |  |  |        |        |
|  | Bahrain            | 1            |               |          | Japan         | 1             |  |  |            |            |  |  |        |        |
|  | Bahrain            | 1            |               |          |               |               |  |  |            |            |  |  |        |        |
|  | Japan              | 3            |               |          |               |               |  |  |            |            |  |  |        |        |
|  | Japan              | 3            | Iran          | 2        |               |               |  |  |            |            |  |  |        |        |
|  |                    |              | Iran          | 2        |               |               |  |  |            |            |  |  |        |        |
|  |                    |              |               | Katar    | 3             |               |  |  |            |            |  |  |        |        |
|  | Katar              | 2            |               | Katar    | 3             |               |  |  |            |            |  |  |        |        |
|  | Katar              | 2            |               |          |               |               |  |  |            |            |  |  |        |        |
|  | Palästina          | 1            |               |          |               |               |  |  |            |            |  |  |        |        |
|  | Palästina          | 1            | Katar         | 01 (3)2  |               |               |  |  |            |            |  |  |        |        |
|  |                    |              | Katar         | 01 (3)2  |               |               |  |  |            |            |  |  |        |        |
|  |                    |              |               |          | Usbekistan    | 1 (2)         |  |  |            |            |  |  |        |        |
|  | Usbekistan         | 2            |               |          | Usbekistan    | 1 (2)         |  |  |            |            |  |  |        |        |
|  | Usbekistan         | 2            |               |          |               |               |  |  |            |            |  |  |        |        |
|  | Thailand           | 1            |               |          |               |               |  |  |            |            |  |  |        |        |

1 Sieg nach Verlängerung

2 Sieg im Elfmeterschießen

## Achtelfinale

### Australien – Indonesien 4:0 (2:0)
| Australien                                                                           | Australien | Indonesien | Indonesien |
| ------------------------------------------------------------------------------------ | --- | --- | ---------- |
| Australien                                                                           | \| 1. Achtelfinale \| \| 28. Januar 2024 um 14:30 Uhr (12:30 Uhr MEZ) in ar-Rayyan (Jassim bin Hamad Stadium) \| \| Zuschauer: 7.863 \| \| Schiedsrichter: Mohammed Abdullah Hassan Mohammed ( Vereinigte Arabische Emirate) \| \| Spielbericht \|                                                | \| 1. Achtelfinale \| \| 28. Januar 2024 um 14:30 Uhr (12:30 Uhr MEZ) in ar-Rayyan (Jassim bin Hamad Stadium) \| \| Zuschauer: 7.863 \| \| Schiedsrichter: Mohammed Abdullah Hassan Mohammed ( Vereinigte Arabische Emirate) \| \| Spielbericht \|      | Indonesien |
| Australien                                                                           | Mathew Ryan – Gethin Jones (69. Nathaniel Atkinson), Harry Souttar, Kye Rowles, Aziz Behich – Martin Boyle, Keanu Baccus (87. Aiden O’Neill), Jackson Irvine, Jordan Bos (87. Craig Goodwin), Riley McGree (61. Connor Metcalfe) – Bruno Fornaroli (61. Mitchell Duke) Cheftrainer: Graham Arnold | Ernando Ari – Sandy Walsh, Jordi Amat, Elkan Baggott – Asnawi Mangkualam (58. Witan Sulaeman), Ivar Jenner, Justin Hubner, Shayne Pattynama – Yakob Sayuri (75. Rizky Ridho), Rafael Struick, Marselino Ferdinan Cheftrainer: Shin Tae-yong ( Südkorea) | Indonesien |
| Australien                                                                           | 1:0 Baggott (12., Eigentor) 2:0 Boyle (45.) 3:0 Goodwin (89.) 4:0 Souttar (90.+1') | | Indonesien |
| Australien                                                                           | Fornaroli (15.), Jones (65.) | Mangkualam (35.), Walsh (68.), Amat (90.), Struick (90.+4') | Indonesien |
| 1. Achtelfinale                                                                      | | |            |
| 28. Januar 2024 um 14:30 Uhr (12:30 Uhr MEZ) in ar-Rayyan (Jassim bin Hamad Stadium) | | |            |
| Zuschauer: 7.863                                                                     | | |            |
| Schiedsrichter: Mohammed Abdullah Hassan Mohammed ( Vereinigte Arabische Emirate)    | | |            |
| Spielbericht                                                                         | | |            |

### Tadschikistan – Ver. Arab. Emirate 1:1 n.V. (1:1, 1:0), 5:3 i.E.
| Tadschikistan                                                                     | Tadschikistan | Ver. Arab. Emirate | Ver. Arab. Emirate |
| --------------------------------------------------------------------------------- | --- | --- | ------------------ |
| Tadschikistan                                                                     | \| 2. Achtelfinale \| \| 28. Januar 2024 um 19:00 Uhr (17:00 Uhr MEZ) in ar-Rayyan (Ahmed bin Ali Stadium) \| \| Zuschauer: 33.584 \| \| Schiedsrichter: Yūsuke Araki ( Japan) \| \| Spielbericht \| | \| 2. Achtelfinale \| \| 28. Januar 2024 um 19:00 Uhr (17:00 Uhr MEZ) in ar-Rayyan (Ahmed bin Ali Stadium) \| \| Zuschauer: 33.584 \| \| Schiedsrichter: Yūsuke Araki ( Japan) \| \| Spielbericht \| | Ver. Arab. Emirate |
| Tadschikistan                                                                     | Rustam Jatimow – Manutschehr Safarow, Wahdat Hanonow, Soir Dschurabojew, Ahtam Nasarow – Alischer Schukurow, Parwisdschon Umarbajew (85. Tabres Islomow), Scherwonij Mabatschojew (85. Muhammaddschon Rahimow), Ehsoni Pandschschanbe – Alischer Dschalilow (72. Nuriddin Hamroqulow), Schahrom Samijew (72. Rustam Soirow) Cheftrainer: Petar Šegrt ( Kroatien) | Khalid Eisa – Zayed Sultan (61. Khaled al-Dhanhani), Khalifa al-Hammadi, Khalid al-Hashemi (46. Abdulla Idrees), Bader Nasser – Yahia Nader (73. Majid Rashid), Abdullah Ramadan (16. Abdulla Hamad, 61. Ali Saleh), Fábio Lima, Tahnoon al-Zaabi (91. Ali Salmeen), Yahya al-Ghassani – Caio Canedo Cheftrainer: Paulo Bento ( Portugal) | Ver. Arab. Emirate |
| Tadschikistan                                                                     | 1:0 Hanonow (30.) | 1:1 al-Hammadi (90.+5') | Ver. Arab. Emirate |
| Tadschikistan                                                                     | Elfmeterschießen | | Ver. Arab. Emirate |
| Tadschikistan                                                                     | 1:0 Nasarow 2:1 Hanonow 3:1 Pandschschanbe 4:2 Soirow 5:3 Islomow | 1:1 Idrees Jatimow hält gegen Canedo 3:2 Lima 4:3 Saleh | Ver. Arab. Emirate |
| Tadschikistan                                                                     | Hamroqulow (116.) | al-Ghassani (69.), al-Zaabi (84.) | Ver. Arab. Emirate |
| 2. Achtelfinale                                                                   | | |                    |
| 28. Januar 2024 um 19:00 Uhr (17:00 Uhr MEZ) in ar-Rayyan (Ahmed bin Ali Stadium) | | |                    |
| Zuschauer: 33.584                                                                 | | |                    |
| Schiedsrichter: Yūsuke Araki ( Japan)                                             | | |                    |
| Spielbericht                                                                      | | |                    |

### Irak – Jordanien 2:3 (0:1)
| Irak                                                                                      | Irak | Jordanien | Jordanien |
| ----------------------------------------------------------------------------------------- | --- | --- | --------- |
| Irak                                                                                      | \| 3. Achtelfinale \| \| 29. Januar 2024 um 14:30 Uhr (12:30 Uhr MEZ) in ar-Rayyan (Khalifa International Stadium) \| \| Zuschauer: 35.814 \| \| Schiedsrichter: Alireza Faghani ( Australien) \| \| Spielbericht \|                                                   | \| 3. Achtelfinale \| \| 29. Januar 2024 um 14:30 Uhr (12:30 Uhr MEZ) in ar-Rayyan (Khalifa International Stadium) \| \| Zuschauer: 35.814 \| \| Schiedsrichter: Alireza Faghani ( Australien) \| \| Spielbericht \|                      | Jordanien |
| Irak                                                                                      | Jalal Hassan – Hussein Ali, Saad Natiq (72. Ali Adnan), Rebin Sulaka, Ahmed Yahya (54. Merchas Doski) – Osama Rashid (63. Mohanad Ali), Amir al-Ammari, Ibrahim Bayesh, Ali Jasim, Youssef Amyn (54. Zidane Iqbal) – Ayman Hussein Cheftrainer: Jesús Casas ( Spanien) | Yazid Abu Layla – Abdallah Nasib, Yazan al-Arab, Salem al-Ajalin – Ihsan Haddad , Nizar al-Rashdan, Rajaei Ayed (90. Saleh Rateb), Mahmoud al-Mardi, Musa al-Taamari, Ali Olwan – Yazan al-Naimat Cheftrainer: Hussein Ammouta ( Marokko) | Jordanien |
| Irak                                                                                      | 1:1 Natiq (68.) 2:1 Hussein (76.) | 0:1 al-Naimat (45.+1') 2:2 al-Arab (90.+5') 2:3 al-Rashdan (90.+7') | Jordanien |
| Irak                                                                                      | Hussein (45.+3') | Nasib (14.), al-Naimat (80.), al-Rashdan (90.+8') | Jordanien |
| Irak                                                                                      | Hussein (77.) | | Jordanien |
| Irak                                                                                      | Hamza al-Dardour (90.+6', Bank) | | Jordanien |
| 3. Achtelfinale                                                                           | | |           |
| 29. Januar 2024 um 14:30 Uhr (12:30 Uhr MEZ) in ar-Rayyan (Khalifa International Stadium) | | |           |
| Zuschauer: 35.814                                                                         | | |           |
| Schiedsrichter: Alireza Faghani ( Australien)                                             | | |           |
| Spielbericht                                                                              | | |           |

### Katar – Palästina 2:1 (1:1)
| Katar                                                                      | Katar | Palästina | Palästina |
| -------------------------------------------------------------------------- | --- | --- | --------- |
| Katar                                                                      | \| 4. Achtelfinale \| \| 29. Januar 2024 um 19:00 Uhr (17:00 Uhr MEZ) in al-Chaur (al-Bayt Stadium) \| \| Zuschauer: 63.753 \| \| Schiedsrichter: Ma Ning ( China) \| \| Spielbericht \| | \| 4. Achtelfinale \| \| 29. Januar 2024 um 19:00 Uhr (17:00 Uhr MEZ) in al-Chaur (al-Bayt Stadium) \| \| Zuschauer: 63.753 \| \| Schiedsrichter: Ma Ning ( China) \| \| Spielbericht \|                                                                                         | Palästina |
| Katar                                                                      | Meshaal Barsham – Bassam al-Rawi (46. Ahmed al-Ganehi), Boualem Khoukhi (46. Tarek Salman), Lucas Mendes – Ró-Ró, Jassem Gaber (89. Al-Mahdi Ali Mukhtar), Hassan al-Haydos (59. Abdulaziz Hatem), Ahmed Fatehi, Mohammed Waad – Almoez Abdulla, Akram Afif Cheftrainer: Tintín Márquez ( Spanien) | Rami Hamadeh – Musab al-Battat , Michel Termanini, Mohammed Saleh, Camilo Saldaña – Tamer Seyam (58. Islam Batran), Oday Kharoub (75. Mohammed Rashid), Ameed Mahajneh, Mahmoud Abu Warda – Oday Dabbagh, Zaid Qunbar (83. Shehab Qunbar) Cheftrainer: Makram Daboub ( Tunesien) | Palästina |
| Katar                                                                      | 1:1 al-Haydos (45.+6') 2:1 Afif (49., Foulelfmeter) | 0:1 Dabbagh (37.) | Palästina |
| Katar                                                                      | Seyam (15.), Saleh (48.), Mahajneh (85.) | | Palästina |
| 4. Achtelfinale                                                            | | |           |
| 29. Januar 2024 um 19:00 Uhr (17:00 Uhr MEZ) in al-Chaur (al-Bayt Stadium) | | |           |
| Zuschauer: 63.753                                                          | | |           |
| Schiedsrichter: Ma Ning ( China)                                           | | |           |
| Spielbericht                                                               | | |           |

### Usbekistan – Thailand 2:1 (1:0)
| Usbekistan                                                                   | Usbekistan | Thailand | Thailand |
| ---------------------------------------------------------------------------- | --- | --- | -------- |
| Usbekistan                                                                   | \| 5. Achtelfinale \| \| 30. Januar 2024 um 14:30 Uhr (12:30 Uhr MEZ) in al-Wakra (al-Janoub Stadium) \| \| Zuschauer: 18.691 \| \| Schiedsrichter: Nazmi Nasaruddin ( Malaysia) \| \| Spielbericht \| | \| 5. Achtelfinale \| \| 30. Januar 2024 um 14:30 Uhr (12:30 Uhr MEZ) in al-Wakra (al-Janoub Stadium) \| \| Zuschauer: 18.691 \| \| Schiedsrichter: Nazmi Nasaruddin ( Malaysia) \| \| Spielbericht \| | Thailand |
| Usbekistan                                                                   | Oʻtkir Yusupov – Abduqodir Xusanov, Umar Eshmurodov, Rustam Ashurmatov – Azizbek Turgʻunboyev (82. Zafarmurod Abdurahmatov), Odiljon Hamrobekov, Diyor Xolmatov, Farrux Sayfiyev – Oston Urunov (67. Hojimat Erkinov), Jaloliddin Masharipov (82. Jamshid Iskanderov), Abbosbek Fayzullayev (90.+1' Jamshid Boltaboyev) Cheftrainer: Srečko Katanec ( Slowenien) | Patiwat Khammai – Nicholas Mickelson, Elias Dolah, Pansa Hemviboon, Theerathon Bunmathan – Weerathep Pomphan (82. Picha Autra), Rungrath Poomchantuek (73. Channarong Promsrikaew), Sarach Yooyen (82. Peeradon Chamratsamee), Worachit Kanitsribumphen (46. Suphanat Mueanta), Pathompol Charoenrattanapirom (46. Supachok Sarachat) – Supachai Chaided Cheftrainer: Masatada Ishii ( Japan) | Thailand |
| Usbekistan                                                                   | 1:0 Turgʻunboyev (37.) 2:1 Fayzullayev (65.) | 1:1 Sarachat (58.) | Thailand |
| Usbekistan                                                                   | Xusanov (87.) | | Thailand |
| 5. Achtelfinale                                                              | | |          |
| 30. Januar 2024 um 14:30 Uhr (12:30 Uhr MEZ) in al-Wakra (al-Janoub Stadium) | | |          |
| Zuschauer: 18.691                                                            | | |          |
| Schiedsrichter: Nazmi Nasaruddin ( Malaysia)                                 | | |          |
| Spielbericht                                                                 | | |          |

### Saudi-Arabien – Südkorea 1:1 n.V. (1:1, 0:0), 2:4 i.E.
| Saudi-Arabien                                                                      | Saudi-Arabien | Südkorea | Südkorea |
| ---------------------------------------------------------------------------------- | --- | --- | -------- |
| Saudi-Arabien                                                                      | \| 6. Achtelfinale \| \| 30. Januar 2024 um 19:00 Uhr (17:00 Uhr MEZ) in ar-Rayyan (Education City Stadium) \| \| Zuschauer: 42.389 \| \| Schiedsrichter: Ilgiz Tantashev ( Usbekistan) \| \| Spielbericht \| | \| 6. Achtelfinale \| \| 30. Januar 2024 um 19:00 Uhr (17:00 Uhr MEZ) in ar-Rayyan (Education City Stadium) \| \| Zuschauer: 42.389 \| \| Schiedsrichter: Ilgiz Tantashev ( Usbekistan) \| \| Spielbericht \| | Südkorea |
| Saudi-Arabien                                                                      | Ahmed al-Kassar – Hassan al-Tambakti (108. Sami al-Najei), Ali Lajami, Ali al-Bulaihi – Saud Abdulhamid, Mohamed Kanno, Abdullah al-Khaibari (106. Awn al-Saluli), Nasser al-Dawsari (72. Eid al-Muwallad), Mohammed al-Breik (89. Hassan Kadesh) – Saleh al-Shehri (46. Abdullah Radif), Salem al-Dawsari (84. Abdulrahman Ghareeb) Cheftrainer: Roberto Mancini ( Italien) | Jo Hyeon-woo – Jung Seung-hyun (64. Park Yong-woo), Kim Min-jae (117. Park Jin-seop), Kim Young-gwon – Kim Tae-hwan, Lee Jae-sung (64. Cho Gue-sung), Hwang In-beom (104. Hong Hyun-seok), Seol Young-woo, Lee Kang-in, Jeong Woo-yeong (54. Hwang Hee-chan) – Son Heung-min Cheftrainer: Jürgen Klinsmann ( Deutschland) | Südkorea |
| Saudi-Arabien                                                                      | 1:0 Radif (46.) | 1:1 Cho (90.+9') | Südkorea |
| Saudi-Arabien                                                                      | Elfmeterschießen | | Südkorea |
| Saudi-Arabien                                                                      | 1:0 Kanno 2:1 Abdulhamid Jo hält gegen al-Najei Jo hält gegen Ghareeb | 1:1 Son 2:2 Kim Y. 2:3 Cho 2:4 Hwang H. | Südkorea |
| Saudi-Arabien                                                                      | Mancini (79.), al-Kassar (90.+5'), al-Muwallad (113.), al-Breik (120.+1') | Kim Y. (49.), Lee Ka. (114.) | Südkorea |
| 6. Achtelfinale                                                                    | | |          |
| 30. Januar 2024 um 19:00 Uhr (17:00 Uhr MEZ) in ar-Rayyan (Education City Stadium) | | |          |
| Zuschauer: 42.389                                                                  | | |          |
| Schiedsrichter: Ilgiz Tantashev ( Usbekistan)                                      | | |          |
| Spielbericht                                                                       | | |          |

### Bahrain – Japan 1:3 (0:1)
| Bahrain                                                                   | Bahrain | Japan | Japan |
| ------------------------------------------------------------------------- | --- | --- | ----- |
| Bahrain                                                                   | \| 7. Achtelfinale \| \| 31. Januar 2024 um 14:30 Uhr (12:30 Uhr MEZ) in Doha (al-Thumama Stadium) \| \| Zuschauer: 31.832 \| \| Schiedsrichter: Ahmad al-Ali ( Kuwait) \| \| Spielbericht \| | \| 7. Achtelfinale \| \| 31. Januar 2024 um 14:30 Uhr (12:30 Uhr MEZ) in Doha (al-Thumama Stadium) \| \| Zuschauer: 31.832 \| \| Schiedsrichter: Ahmad al-Ali ( Kuwait) \| \| Spielbericht \|                                                                                                  | Japan |
| Bahrain                                                                   | Ebrahim Lutfalla – Mohamed Adel, Sayed Baqer, Waleed al-Hayam , Hazza Ali (90.+2' Abdulla al-Khalasi) – Mohamed al-Hardan (77. Moses Atede), Ali Madan, Jasim al-Shaikh (90.+2' Jasim Khelaif), Kamil al-Aswad (77. Abdulla al-Hashash), Mohamed Marhoon (64. Mahdi al-Humaidan) – Abdulla Yusuf Helal Cheftrainer: Juan Antonio Pizzi ( Argentinien) | Zion Suzuki – Seiya Maikuma, Kō Itakura, Takehiro Tomiyasu, Yūta Nakayama – Takefusa Kubo (68. Takumi Minamino), Wataru Endō , Reo Hatate (36. Hidemasa Morita), Ritsu Dōan (80. Kōki Machida), Keito Nakamura (68. Kaoru Mitoma) – Ayase Ueda (80. Takuma Asano) Cheftrainer: Hajime Moriyasu | Japan |
| Bahrain                                                                   | 1:2 Ueda (64., Eigentor) | 0:1 Dōan (31.) 0:2 Kubo (49.) 1:3 Ueda (72.) | Japan |
| Bahrain                                                                   | Helal (52.), al-Hayam (79.) | Maikuma (57.) | Japan |
| 7. Achtelfinale                                                           | | |       |
| 31. Januar 2024 um 14:30 Uhr (12:30 Uhr MEZ) in Doha (al-Thumama Stadium) | | |       |
| Zuschauer: 31.832                                                         | | |       |
| Schiedsrichter: Ahmad al-Ali ( Kuwait)                                    | | |       |
| Spielbericht                                                              | | |       |

### Iran – Syrien 1:1 n.V. (1:1, 1:0), 5:3 i.E.
| Iran                                                                                | Iran | Syrien | Syrien |
| ----------------------------------------------------------------------------------- | --- | --- | ------ |
| Iran                                                                                | \| 8. Achtelfinale \| \| 31. Januar 2024 um 19:00 Uhr (17:00 Uhr MEZ) in Doha (Abdullah bin Khalifa Stadium) \| \| Zuschauer: 8.720 \| \| Schiedsrichter: Kim Jong-hyeok ( Südkorea) \| \| Spielbericht \| | \| 8. Achtelfinale \| \| 31. Januar 2024 um 19:00 Uhr (17:00 Uhr MEZ) in Doha (Abdullah bin Khalifa Stadium) \| \| Zuschauer: 8.720 \| \| Schiedsrichter: Kim Jong-hyeok ( Südkorea) \| \| Spielbericht \|                                                               | Syrien |
| Iran                                                                                | Alireza Beiranvand – Ramin Rezaeian, Rouzbeh Cheshmi, Shoja Khalilzadeh, Ehsan Hajsafi – Saeid Ezatolahi, Saman Ghoddos (63. Omid Ebrahimi), Alireza Jahanbakhsh (74. Ali Gholizadeh, 119. Mehdi Torabi), Mehdi Taremi, Mehdi Ghayedi (63. Mohammad Mohebi) – Sardar Azmoun (90.+8' Karim Ansarifard) Cheftrainer: Amir Ghalenoei | Ahmad Madania – Abdul Rahman Weiss, Aiham Ousou, Thaer Krouma, Moayad Ajan – Mahmoud al-Aswad (58. Pablo Sabbag), Jalil Elías, Ezequiel Ham, Ammar Ramadan (87. Fahad Youssef) – Omar Khribin (87. Alaa al-Dali), Ibrahim Hesar Cheftrainer: Héctor Cúper ( Argentinien) | Syrien |
| Iran                                                                                | 1:0 Taremi (34., Foulelfmeter) | 1:1 Khribin (64., Foulelfmeter) | Syrien |
| Iran                                                                                | Elfmeterschießen | | Syrien |
| Iran                                                                                | 1:0 Ansarifard 2:1 Rezaeian 3:1 Ebrahimi 4:2 Torabi 5:3 Hajsafi | 1:1 Sabbag Beiranvand hält gegen Youssef 3:2 Ousou 4:3 al-Dali | Syrien |
| Iran                                                                                | Khalilzadeh (16.), Beiranvand (62.), Ezatolahi (71.), Mohebi (72.), Taremi (81.) | al-Aswad (24.), Hesar (90.+8') | Syrien |
| Iran                                                                                | Taremi (90.+1') | | Syrien |
| 8. Achtelfinale                                                                     | | |        |
| 31. Januar 2024 um 19:00 Uhr (17:00 Uhr MEZ) in Doha (Abdullah bin Khalifa Stadium) | | |        |
| Zuschauer: 8.720                                                                    | | |        |
| Schiedsrichter: Kim Jong-hyeok ( Südkorea)                                          | | |        |
| Spielbericht                                                                        | | |        |

## Viertelfinale

### Tadschikistan – Jordanien 0:1 (0:0)
| Tadschikistan                                                                     | Tadschikistan | Jordanien | Jordanien |
| --------------------------------------------------------------------------------- | --- | --- | --------- |
| Tadschikistan                                                                     | \| 1. Viertelfinale \| \| 2. Februar 2024 um 14:30 Uhr (12:30 Uhr MEZ) in ar-Rayyan (Ahmed bin Ali Stadium) \| \| Zuschauer: 35.530 \| \| Schiedsrichter: Fu Ming ( China) \| \| Spielbericht \| | \| 1. Viertelfinale \| \| 2. Februar 2024 um 14:30 Uhr (12:30 Uhr MEZ) in ar-Rayyan (Ahmed bin Ali Stadium) \| \| Zuschauer: 35.530 \| \| Schiedsrichter: Fu Ming ( China) \| \| Spielbericht \| | Jordanien |
| Tadschikistan                                                                     | Rustam Jatimow – Manutschehr Safarow, Wahdat Hanonow, Soir Dschurabojew, Ahtam Nasarow – Parwisdschon Umarbajew, Alischer Schukurow, Scherwonij Mabatschojew, Ehsoni Pandschschanbe – Schahrom Samijew (29. Rustam Soirow, 82. Alidschoni Ainij), Alischer Dschalilow (77. Nuriddin Hamroqulow) Cheftrainer: Petar Šegrt ( Kroatien) | Yazid Abu Layla – Abdallah Nasib, Yazan al-Arab, Salem al-Ajalin – Ihsan Haddad , Rajaei Ayed (89. Fadi Awad), Noor al-Rawabdeh (79. Ibrahim Sadeh), Mahmoud al-Mardi (80. Mohammad Abu Hasheesh), Musa al-Taamari (90.+6' Yousef Abu Jalboush), Ali Olwan – Yazan al-Naimat (89. Anas al-Awadat) Cheftrainer: Hussein Ammouta ( Marokko) | Jordanien |
| Tadschikistan                                                                     | 0:1 Hanonow (66., Eigentor) | | Jordanien |
| Tadschikistan                                                                     | Schukurow (79.) | al-Ajalin (68.), Ayed (72.), Olwan (83.) | Jordanien |
| 1. Viertelfinale                                                                  | | |           |
| 2. Februar 2024 um 14:30 Uhr (12:30 Uhr MEZ) in ar-Rayyan (Ahmed bin Ali Stadium) | | |           |
| Zuschauer: 35.530                                                                 | | |           |
| Schiedsrichter: Fu Ming ( China)                                                  | | |           |
| Spielbericht                                                                      | | |           |

### Australien – Südkorea 1:2 n.V. (1:1, 1:0)
| Australien                                                                   | Australien | Südkorea | Südkorea |
| ---------------------------------------------------------------------------- | --- | --- | -------- |
| Australien                                                                   | \| 2. Viertelfinale \| \| 2. Februar 2024 um 18:30 Uhr (16:30 Uhr MEZ) in al-Wakra (al-Janoub Stadium) \| \| Zuschauer: 39.632 \| \| Schiedsrichter: Ahmed al-Kaf ( Oman) \| \| Spielbericht \| | \| 2. Viertelfinale \| \| 2. Februar 2024 um 18:30 Uhr (16:30 Uhr MEZ) in al-Wakra (al-Janoub Stadium) \| \| Zuschauer: 39.632 \| \| Schiedsrichter: Ahmed al-Kaf ( Oman) \| \| Spielbericht \| | Südkorea |
| Australien                                                                   | Mathew Ryan – Nathaniel Atkinson (73. Lewis Miller), Harry Souttar, Kye Rowles, Aziz Behich – Connor Metcalfe (70. Riley McGree), Keanu Baccus (70. Aiden O’Neill), Jackson Irvine – Martin Boyle (87. Cameron Burgess), Mitchell Duke (92. Bruno Fornaroli), Craig Goodwin (73. Jordan Bos) Cheftrainer: Graham Arnold | Jo Hyeon-woo – Kim Tae-hwan (85. Yang Hyun-jun), Kim Min-jae, Kim Young-gwon, Seol Young-woo – Park Yong-woo (106. Park Jin-seop), Hwang In-beom (77. Hong Hyun-seok), Lee Kang-in (120.+1' Jung Seung-hyun), Son Heung-min , Hwang Hee-chan (106. Oh Hyeon-gyu) – Cho Gue-sung (69. Lee Jae-sung) Cheftrainer: Jürgen Klinsmann ( Deutschland) | Südkorea |
| Australien                                                                   | 1:0 Goodwin (42.) | 1:1 Hwang H. (90.+6', Foulelfmeter) 1:2 Son (104.) | Südkorea |
| Australien                                                                   | Souttar (45.+1') | Kim M. (90.+1') | Südkorea |
| Australien                                                                   | O’Neill (105.+4') | | Südkorea |
| 2. Viertelfinale                                                             | | |          |
| 2. Februar 2024 um 18:30 Uhr (16:30 Uhr MEZ) in al-Wakra (al-Janoub Stadium) | | |          |
| Zuschauer: 39.632                                                            | | |          |
| Schiedsrichter: Ahmed al-Kaf ( Oman)                                         | | |          |
| Spielbericht                                                                 | | |          |

### Iran – Japan 2:1 (0:1)
| Iran                                                                               | Iran | Japan | Japan |
| ---------------------------------------------------------------------------------- | --- | --- | ----- |
| Iran                                                                               | \| 3. Viertelfinale \| \| 3. Februar 2024 um 14:30 Uhr (12:30 Uhr MEZ) in ar-Rayyan (Education City Stadium) \| \| Zuschauer: 35.640 \| \| Schiedsrichter: Ma Ning ( China) \| \| Spielbericht \| | \| 3. Viertelfinale \| \| 3. Februar 2024 um 14:30 Uhr (12:30 Uhr MEZ) in ar-Rayyan (Education City Stadium) \| \| Zuschauer: 35.640 \| \| Schiedsrichter: Ma Ning ( China) \| \| Spielbericht \|                                                                            | Japan |
| Iran                                                                               | Alireza Beiranvand – Ramin Rezaeian, Hossein Kanaanizadegan, Shoja Khalilzadeh, Milad Mohammadi – Omid Ebrahimi, Saeid Ezatolahi, Alireza Jahanbakhsh , Saman Ghoddos (90.+8' Rouzbeh Cheshmi), Mohammad Mohebi (90.+8' Mehdi Torabi) – Sardar Azmoun (90.+9' Karim Ansarifard) Cheftrainer: Amir Ghalenoei | Zion Suzuki – Seiya Maikuma, Kō Itakura, Takehiro Tomiyasu, Hiroki Itō – Wataru Endō , Ritsu Dōan (90.+8' Takuma Asano), Takefusa Kubo (67. Kaoru Mitoma), Hidemasa Morita (90.+9' Mao Hosoya), Daizen Maeda (67. Takumi Minamino) – Ayase Ueda Cheftrainer: Hajime Moriyasu | Japan |
| Iran                                                                               | 1:1 Mohebi (55.) 2:1 Jahanbakhsh (90.+6', Foulelfmeter) | 0:1 Morita (28.) | Japan |
| Iran                                                                               | Itakura (24.), Ueda (48.) | | Japan |
| 3. Viertelfinale                                                                   | | |       |
| 3. Februar 2024 um 14:30 Uhr (12:30 Uhr MEZ) in ar-Rayyan (Education City Stadium) | | |       |
| Zuschauer: 35.640                                                                  | | |       |
| Schiedsrichter: Ma Ning ( China)                                                   | | |       |
| Spielbericht                                                                       | | |       |

### Katar – Usbekistan 1:1 n.V. (1:1, 1:0), 3:2 i.E.
| Katar                                                                      | Katar | Usbekistan | Usbekistan |
| -------------------------------------------------------------------------- | --- | --- | ---------- |
| Katar                                                                      | \| 4. Viertelfinale \| \| 3. Februar 2024 um 18:30 Uhr (16:30 Uhr MEZ) in al-Chaur (al-Bayt Stadium) \| \| Zuschauer: 58.791 \| \| Schiedsrichter: Kim Hee-gon ( Südkorea) \| \| Spielbericht \| | \| 4. Viertelfinale \| \| 3. Februar 2024 um 18:30 Uhr (16:30 Uhr MEZ) in al-Chaur (al-Bayt Stadium) \| \| Zuschauer: 58.791 \| \| Schiedsrichter: Kim Hee-gon ( Südkorea) \| \| Spielbericht \| | Usbekistan |
| Katar                                                                      | Meshaal Barsham – Tarek Salman (91. Ismail Mohamad), Al-Mahdi Ali Mukhtar, Lucas Mendes – Ró-Ró, Jassem Gaber (81. Abdulaziz Hatem), Ahmed Fatehi (104. Mostafa Meshaal), Hassan al-Haydos (54. Khalid Mazeed), Mohammed Waad (108. Sultan al-Brake) – Almoez Abdulla, Akram Afif Cheftrainer: Tintín Márquez ( Spanien) | Oʻtkir Yusupov – Abdulla Abdullayev, Umar Eshmurodov, Rustam Ashurmatov – Azizbek Turgʻunboyev (106. Muhammadqodir Hamroliyev), Odiljon Hamrobekov, Otabek Shukurov, Farrux Sayfiyev (99. Zafarmurod Abdurahmatov), Oston Urunov (74. Shahboz Umarov), Abbosbek Fayzullayev (114. Hojimat Erkinov) – Jaloliddin Masharipov Cheftrainer: Srečko Katanec ( Slowenien) | Usbekistan |
| Katar                                                                      | 1:0 al-Haydos (27.) | 1:1 Hamrobekov (59.) | Usbekistan |
| Katar                                                                      | Elfmeterschießen | | Usbekistan |
| Katar                                                                      | 1:1 Afif Yusupov hält gegen Abdulla Mukhtar schießt über das Tor 2:2 al-Brake 3:2 Ró-Ró | 0:1 Shukurov Barsham hält gegen Ashurmatov 1:2 Umarov Barsham hält gegen Abdurahmatov Barsham hält gegen Masharipov | Usbekistan |
| Katar                                                                      | Barsham (46.), Mazeed (89.), Abdulla (90.+1'), Ró-Ró (105.) | Shukurov (69.), Katanec (80.), Ashurmatov (90.) | Usbekistan |
| 4. Viertelfinale                                                           | | |            |
| 3. Februar 2024 um 18:30 Uhr (16:30 Uhr MEZ) in al-Chaur (al-Bayt Stadium) | | |            |
| Zuschauer: 58.791                                                          | | |            |
| Schiedsrichter: Kim Hee-gon ( Südkorea)                                    | | |            |
| Spielbericht                                                               | | |            |

## Halbfinale

### Jordanien – Südkorea 2:0 (0:0)
| Jordanien                                                                         | Jordanien | Südkorea | Südkorea |
| --------------------------------------------------------------------------------- | --- | --- | -------- |
| Jordanien                                                                         | \| 1. Halbfinale \| \| 6. Februar 2024 um 18:00 Uhr (16:00 Uhr MEZ) in ar-Rayyan (Ahmed bin Ali Stadium) \| \| Zuschauer: 42.850 \| \| Schiedsrichter: Mohammed Abdullah Hassan Mohammed ( Vereinigte Arabische Emirate) \| \| Spielbericht \|                                                        | \| 1. Halbfinale \| \| 6. Februar 2024 um 18:00 Uhr (16:00 Uhr MEZ) in ar-Rayyan (Ahmed bin Ali Stadium) \| \| Zuschauer: 42.850 \| \| Schiedsrichter: Mohammed Abdullah Hassan Mohammed ( Vereinigte Arabische Emirate) \| \| Spielbericht \|                                    | Südkorea |
| Jordanien                                                                         | Yazid Abu Layla – Abdallah Nasib, Yazan al-Arab, Bara’ Marei – Ihsan Haddad , Nizar al-Rashdan (90.+2' Rajaei Ayed), Noor al-Rawabdeh, Mohammad Abu Hasheesh, Musa al-Taamari, Mahmoud al-Mardi (90.+2' Ibrahim Sadeh) – Yazan al-Naimat (85. Anas al-Awadat) Cheftrainer: Hussein Ammouta ( Marokko) | Jo Hyeon-woo – Kim Tae-hwan, Jung Seung-hyun, Kim Young-gwon, Seol Young-woo – Lee Jae-sung (81. Jeong Woo-yeong), Park Yong-woo (56. Cho Gue-sung), Hwang In-beom – Lee Kang-in, Son Heung-min , Hwang Hee-chan (81. Yang Hyun-jun) Cheftrainer: Jürgen Klinsmann ( Deutschland) | Südkorea |
| Jordanien                                                                         | 1:0 al-Naimat (53.) 2:0 al-Taamari (66.) | | Südkorea |
| Jordanien                                                                         | Haddad (45.+2'), Abu Hasheesh (64.) | Hwang I. (15.), Jung (84.), Cho (89.) | Südkorea |
| 1. Halbfinale                                                                     | | |          |
| 6. Februar 2024 um 18:00 Uhr (16:00 Uhr MEZ) in ar-Rayyan (Ahmed bin Ali Stadium) | | |          |
| Zuschauer: 42.850                                                                 | | |          |
| Schiedsrichter: Mohammed Abdullah Hassan Mohammed ( Vereinigte Arabische Emirate) | | |          |
| Spielbericht                                                                      | | |          |

### Iran – Katar 2:3 (1:2)
| Iran                                                                      | Iran | Katar | Katar |
| ------------------------------------------------------------------------- | --- | --- | ----- |
| Iran                                                                      | \| 2. Halbfinale \| \| 7. Februar 2024 um 18:00 Uhr (16:00 Uhr MEZ) in Doha (al-Thumama Stadium) \| \| Zuschauer: 40.342 \| \| Schiedsrichter: Ahmad al-Ali ( Kuwait) \| \| Spielbericht \| | \| 2. Halbfinale \| \| 7. Februar 2024 um 18:00 Uhr (16:00 Uhr MEZ) in Doha (al-Thumama Stadium) \| \| Zuschauer: 40.342 \| \| Schiedsrichter: Ahmad al-Ali ( Kuwait) \| \| Spielbericht \| | Katar |
| Iran                                                                      | Alireza Beiranvand – Ramin Rezaeian (87. Shahriyar Moghanlou), Hossein Kanaanizadegan, Shoja Khalilzadeh, Ehsan Hajsafi (46. Milad Mohammadi) – Saeid Ezatolahi, Omid Ebrahimi (46. Mohammad Mohebi), Alireza Jahanbakhsh, Saman Ghoddos, Mehdi Taremi (90.+8' Reza Asadi) – Sardar Azmoun Cheftrainer: Amir Ghalenoei | Meshaal Barsham – Ró-Ró (64. Tarek Salman), Lucas Mendes, Al-Mahdi Ali Mukhtar (68. Boualem Khoukhi), Mohammed Waad – Yusuf Abdurisag (63. Hassan al-Haydos), Jassem Gaber (81. Abdulaziz Hatem), Ahmed Fatehi, Homam Ahmed (46. Ismail Mohamad) – Almoez Abdulla, Akram Afif Cheftrainer: Tintín Márquez ( Spanien) | Katar |
| Iran                                                                      | 1:0 Azmoun (4.) 2:2 Jahanbakhsh (51., Handelfmeter) | 1:1 Gaber (17.) 1:2 Afif (43.) 2:3 Abdulla (82.) | Katar |
| Iran                                                                      | Mehdi Torabi (18.), Hajsafi (21.) | Mukhtar (40.), Fatehi (50.), Márquez (89.) | Katar |
| Iran                                                                      | Khalilzadeh (90.+3') | | Katar |
| 2. Halbfinale                                                             | | |       |
| 7. Februar 2024 um 18:00 Uhr (16:00 Uhr MEZ) in Doha (al-Thumama Stadium) | | |       |
| Zuschauer: 40.342                                                         | | |       |
| Schiedsrichter: Ahmad al-Ali ( Kuwait)                                    | | |       |
| Spielbericht                                                              | | |       |

## Finale

### Jordanien – Katar 1:3 (0:1)
| Jordanien                                                            | Jordanien | Katar | Katar |
| -------------------------------------------------------------------- | --- | --- | ----- |
| Jordanien                                                            | \| Finale \| \| 10. Februar 2024 um 18:00 Uhr (16:00 MEZ) in Lusail (Lusail Stadium) \| \| Zuschauer: 86.492 \| \| Schiedsrichter: Ma Ning ( China) \| \| Spielbericht \|                                                                                              | \| Finale \| \| 10. Februar 2024 um 18:00 Uhr (16:00 MEZ) in Lusail (Lusail Stadium) \| \| Zuschauer: 86.492 \| \| Schiedsrichter: Ma Ning ( China) \| \| Spielbericht \| | Katar |
| Jordanien                                                            | Yazid Abu Layla – Abdallah Nasib, Yazan al-Arab, Salem al-Ajalin – Ihsan Haddad , Nizar al-Rashdan, Noor al-Rawabdeh, Mahmoud al-Mardi (80. Saleh Rateb), Musa al-Taamari, Ali Olwan (90.+5' Anas al-Awadat) – Yazan al-Naimat Cheftrainer: Hussein Ammouta ( Marokko) | Meshaal Barsham – Tarek Salman, Al-Mahdi Ali Mukhtar (81. Boualem Khoukhi), Lucas Mendes, Mohammed Waad – Jassem Gaber (53. Ali Assadalla), Ahmed Fatehi, Yusuf Abdurisag (63. Ismail Mohamad), Hassan al-Haydos (53. Abdulaziz Hatem), Akram Afif – Almoez Abdulla Cheftrainer: Tintín Márquez ( Spanien) | Katar |
| Jordanien                                                            | 1:1 al-Naimat (67.) | 0:1 Afif (22., Foulelfmeter) 1:2 Afif (73., Foulelfmeter) 1:3 Afif (90.+5', Foulelfmeter) | Katar |
| Jordanien                                                            | Olwan (18.), al-Ajalin (45.+7'), al-Naimat (86.), Abu Layla (90.+4') | Assadalla (90.+9'), Barsham (90.+16') | Katar |
| Finale                                                               | | |       |
| 10. Februar 2024 um 18:00 Uhr (16:00 MEZ) in Lusail (Lusail Stadium) | | |       |
| Zuschauer: 86.492                                                    | | |       |
| Schiedsrichter: Ma Ning ( China)                                     | | |       |
| Spielbericht                                                         | | |       |